# 107 (efxzvn)

## 107 (efxzvn)
107, est un artiste franco-marocain basé en France. Il commence la musique à l'âge de 16 ans et se distingue par une approche musicale sans genre fixe, puisant ses influences dans les instrus rap tout en explorant une variété de sonorités. 

### Biographie
Né dans une famille franco-marocaine, 107 grandit entre deux cultures, ce qui nourrit son art de manière subtile et profonde. C’est à l’âge de 16 ans qu'il découvre sa passion pour la musique, en commençant à expérimenter avec des instrus rap. en explorant des sonorités et des rythmes avec des touches plus personnelles et atmosphériques.
À ses débuts, il privilégie des créations lo-fi, plugg et minimalistes. Refusant de se laisser enfermer dans un genre précis, 107 développe un style hybride, parfois douces, parfois incisives. Cette fluidité sonore reflète son propre parcours, toujours à la recherche de nouveaux horizons musicaux.

### Style artistique et influences
Le style musical de 107 est marqué par une absence de frontières entre les genres. Bien qu’il s’appuie principalement sur des instrus issus du rap, il n’hésite pas à flirter avec des sonorités de musique électronique ou encore des ambiances plus expérimentales. Cela permet à son univers de rester ouvert, à l’image de son identité, qui ne se limite ni à une culture, ni à une époque.

### Carrière et projets
Depuis ses débuts, 107 a publié plusieurs morceaux sur SoundCloud. En tant que producteur, il prend soin de garder un contrôle total sur ses créations, expérimentant continuellement.
Bien que la reconnaissance de son travail soit encore en pleine évolution, 107 continue de publier régulièrement de nouvelles créations sur SoundCloud.